# Lobamba (Inkhundla)
Lobamba ist ein Inkhundla (Verwaltungseinheit) in der Region Hhohho in Eswatini. Das Inkhundla ist 112 km² groß und hatte 2007 gemäß Volkszählung 25.968 Einwohner. Verwaltungssitz ist Lobamba.
Das Inkhundla liegt zwischen den beiden größten Städten des Landes, Manzini und Mbabane, an der MR3.
Das Inkhundla gliedert sich in die Imiphakatsi (Häuptlingsbezirke) Elangeni, Ezabeni, Ezulwini, Lobamba und Nkhanini.